# Nicanor de Carvalho
Nicanor de Carvalho Júnior (Leme, 9 febbraio 1947 – 28 novembre 2018) è stato un allenatore di calcio e calciatore brasiliano di ruolo attaccante.

## Carriera

### Calciatore
Di ruolo ala destra, inizia la carriera nell'Inter de Limeira. Nel 1966 passa al XV de Piracicaba, con cui vinse la Primeira Divisão 1967, la serie cadetta paulista.
Dopo aver giocato nel Ponte Preta, nel 1969 passò al San Paolo, giocandovi tredici incontri senza però segnare alcuna rete.
Dal 1970 al 1974 è in forza alla Ferroviária.
Nella stagione 1974 viene ingaggiato dai Miami Toros, franchigia della NASL, con cui, dopo aver vinto la Eastern Division, giunge a disputare la finale del torneo, nella quale però non venne schierato, e persa ai rigori contro i L.A. Aztecs.
Chiuderà la carriera agonistica nel 1975 in forza al Remo.

### Allenatore
Lasciato il calcio giocato divenne preparatore, avendo le prime esperienze al Ponte Preta e Corinthians, di questi ultimi guiderà anche la prima squadra per due incontri nel marzo 1980.
Dal 1984 al 1989 ricopre l'incarico di allenatore con vari club, tra cui il Santos nel 1989.
Trasferitosi in Giappone, dal 1991 al 1995 è il vice-allenatore di Mitsuru Komaeda del Shonan Bellmare. Durante la sua esperienza, il club giapponese vinse la Coppa dell'Imperatore 1994 e la Coppa delle Coppe dell'AFC 1995.
Dopo un breve ritorno in patria alla guida del Guarani, dal 1966 al 1998 guida i giapponesi del Kashiwa Reysol, ottenendo come miglior piazzamento il terzo posto nella J.League 1997.
Nella stagione 1998 è alla guida del Verdy Kawasaki, sempre nella massima serie nipponica, venendo però a campionato in corso da Ryōichi Kawakatsu.
Nicanor chiuderà la carriera di allenatore nel 2006 dopo aver guidato il Bragantino.
È morto nel 2018 per un attacco cardiaco, dovuto a complicanze del diabete che lo avevano costretto al ricovero in ospedale.

## Palmarès
- Primeira Divisão: 1

XV de Piracicaba: 1967